# (12221) Ogatakoan
(12221) Ogatakoan (1982 VS2) – planetoida z pasa głównego asteroid okrążająca Słońce w ciągu 4,24 lat w średniej odległości 2,62 j.a. Odkryta 14 listopada 1982 roku.